# 우크라이나계 아르헨티나인
우크라이나계 아르헨티나인(Ukrainian Argentine)은 우크라이나 혈통을 가진 아르헨티나 국적의 시민으로, 부에노스아이레스에 많은 편이다. 스페인어, 우크라이나어 사용을 많이 한다.

## 같이 보기
- 우크라이나 디아스포라
- 우크라이나계 브라질인